# 그린크로미스

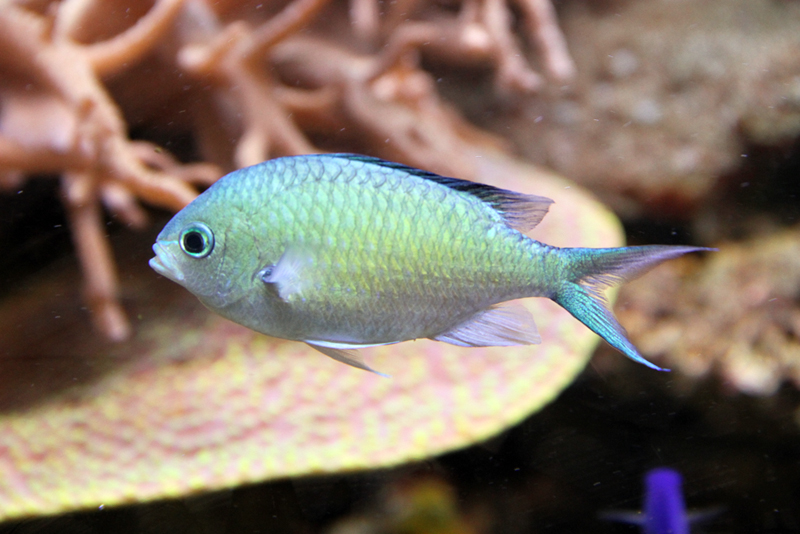

그린크로미스(Chromis viridis)는 놀래기목 자리돔과에 속하는 어류이다. 몸의 크기는 7cm인 소형 어류에 속한다.

## 특징과 먹이
그린크로미스는 이름처럼 녹색의 빛을 띠는 몸체를 가지고 있다. 양턱과 윗 입술에 작은 이빨이 나있으며 성격이 온순하고 군영을 좋아하며 한마리보다 군영을 이룰때 더욱 이뻐보이는 특성이 있다. 관상어로도 인기가 높은 어류이기도 하다. 눈은 크기에 비해 큰편이며 형광 빛의 아름다움을 가진 그린크로미스는 아쿠아리움에서 인기가 많은 어종이기도 하다. 먹이는 잡식성 어류로서 수풀에 난 해조류와 작은 갑각류와 요각류를 주로 먹는다.

## 서식지
그린크로미스는 인도양과 태평양이 주된 서식지이며 주로 산호초와 해조류가 무성한 연안 일대에 주로 서식한다. 0~30m의 표해수층에 서식하며 적정수온은 24~27°가 된다.